# Hadım Suleiman Pascià (governatore)
Hadım Suleiman Pascià (in turco Hadâm Suleiman Paşa, in romeno Hadâm Suleiman Paşa, in turco ottomano خادم سليمان پاشا; fl. XV secolo) è stato un politico e militare ottomano.
Fu governatore (Beilerbei) dell'Eyalet di Rumelia (intorno al 1474) e dell'Eyalet di Anatolia. In seguito fu Sanjak-bey del Sangiaccato di Amasya (1482-90) e del Sangiaccato di Smederevo (1490-?). Prestò servizio durante il regno di Maometto II. Il suo epiteto hadım significa "eunuco" in arabo, usato anche nel turco ottomano.

## Biografia
Nato nell'Eyalet di Bosnia era di etnia albanese, fu nominato sanjak-bey d'Albania durante il regno di Maometto il Conquistatore (r. 1444-1446, 1451-1481). La sua carica fu breve, in quanto le fonti contemporanee attestano che fu attaccato e catturato insieme ai suoi servitori e ai suoi collaboratori e successivamente venduto a uno stato cattolico (forse la Repubblica di Venezia).
Nel 1474 assediò la veneziana Scutari (vedi Assedio di Scutari). La fortezza era difesa dagli albanesi e da un veneziano di nome Antonio Loredan. Le truppe ottomane riuscirono a danneggiare alcune parti della fortezza, ma alla fine fallirono e Suleiman dovette accontentarsi del bottino ottenuto durante l'assedio. A dicembre iniziò una marcia contro Stefano il Grande di Moldavia, che si rifiutava di pagare il tributo di vassallaggio al sultano. Suleiman era riluttante a marciare contro la Moldavia, poiché le sue truppe erano esauste per il fallito assedio e l'inverno si stava avvicinando, ma non poteva osare mettere in discussione la decisione del Sultano. I due si scontrarono il 10 gennaio 1475, nella battaglia di Vaslui. Le forze ottomane subirono una grave sconfitta con un alto numero di vittime. Tuttavia, questa sconfitta fu compensata nell'estate successiva, quando gli Ottomani guidati da Maometto II sconfissero Stefano il 17 luglio 1476 nella Battaglia di Valea Albă. L'occupazione della Bessarabia e delle vitali fortezze portuali di Chilia (oggi Kilija) e Akkerman (o Asprokastron, o Cetatea Albă o Maurocastro, oggi Bilhorod-Dnistrovs'kyj) ebbe luogo nell'agosto 1484.
Nel 1482 fu sanjak-bey di Amasya e poi di Smederevo nel 1490, dove morì.